# プロセス哲学
プロセス哲学（プロセスてつがく、英: process philosophy）は、「現実の本質とは何か」という問について、時間の現れの〈プロセス〉即ち変化や発達に答を見出す。「有機体論の哲学」とも呼ばれる。これに対して、プラトンやアリストテレス以来の西洋哲学は、時間を超越して不変の〈実体〉（substance）というものが現実の根底に在るとし、変化や発達はそれら〈 実体〉の事故的表層でしかない、としてきた。例えば、老いたり病気になったりして変化する「ソクラテス」と呼ばれる人物の現実が観察されるところでは、変化しない〈実体〉を想定する伝統的西洋哲学に対して、変化そのものを本質として捉えるのがプロセス哲学だ。〈実体〉即ち事物の不変性を批判するプロセス哲学は、「観察される諸々の事物はどう関連し合っているのか」といった存在論や「諸々の事物の存在はどう認識されるのか」といった認識論の論議に強く影響する。
以下の著名者がプロセス哲学に貢献している： 
Heraclitus, Karl Marx, Friedrich Nietzsche, Henri Bergson, Martin Heidegger, Charles Sanders Peirce, Alfred North Whitehead, William James, R. G. Collingwood, Alan Watts, Robert M. Pirsig, Charles Hartshorne, Arran Gare, Nicholas Rescher, Colin Wilson, and Gilles Deleuze
ホワイトヘッドは、『過程と実在』（1927年）に於いて、常に変化するものとしての世界を捉えた。生成こそに存在の本質を見出す形而上学を唱え、神を唯一の実体とするスピノザを否定した。神でさえ生成に従属する、ということだ。
宗教と科学の橋渡役としてのプロセス哲学が語られたりする。プロセス哲学者が固定存在（being）に対して存在過程（becoming）を唱えるように、物理学者が従来の「being の物理学」に対して「becoming の物理学」を唱えたりする。